# UK Music Video Awards
 (mai 2024).
La mise en forme du texte ne suit pas les recommandations de Wikipédia : il faut le « wikifier ».
Les points d'amélioration suivants sont les cas les plus fréquents. Le détail des points à revoir est peut-être précisé sur la page de discussion.
- Les titres sont pré-formatés par le logiciel. Ils ne sont ni en capitales, ni en gras.
- Le texte ne doit pas être écrit en capitales (les noms de famille non plus), ni en gras, ni en italique, ni en « petit »…
- Le gras n'est utilisé que pour surligner le titre de l'article dans l'introduction, une seule fois.
- L'italique est rarement utilisé : mots en langue étrangère, titres d'œuvres, noms de bateaux, etc.
- Les citations ne sont pas en italique mais en corps de texte normal. Elles sont entourées par des guillemets français : « et ».
- Les listes à puces sont à éviter, des paragraphes rédigés étant largement préférés. Les tableaux sont à réserver à la présentation de données structurées (résultats, etc.).
- Les appels de note de bas de page (petits chiffres en exposant, introduits par l'outil «  Source ») sont à placer entre la fin de phrase et le point final[comme ça].
- Les liens internes (vers d'autres articles de Wikipédia) sont à choisir avec parcimonie. Créez des liens vers des articles approfondissant le sujet. Les termes génériques sans rapport avec le sujet sont à éviter, ainsi que les répétitions de liens vers un même terme.
- Les liens externes sont à placer uniquement dans une section « Liens externes », à la fin de l'article. Ces liens sont à choisir avec parcimonie suivant les règles définies. Si un lien sert de source à l'article, son insertion dans le texte est à faire par les notes de bas de page.
- La présentation des références doit suivre les conventions bibliographiques. Il est recommandé d'utiliser les modèles {{Ouvrage}}, {{Chapitre}}, {{Article}}, {{Lien web}} et/ou {{Bibliographie}}. Le mode d'édition visuel peut mettre en forme automatiquement les références.
- Insérer une infobox (cadre d'informations à droite) n'est pas obligatoire pour parachever la mise en page.

Pour une aide détaillée, merci de consulter Aide:Wikification.
Si vous pensez que ces points ont été résolus, vous pouvez retirer ce bandeau et améliorer la mise en forme d'un autre article.
Les UK Music Video Awards (UKMVA) sont une célébration annuelle de la créativité, de l'excellence technique et de l'innovation dans le domaine des vidéoclips au Royaume-Uni.
Les prix ont commencé en 2008. Il existe un large éventail d'opportunités pour les individus et les entreprises britanniques de soumettre leur travail: des catégories axées sur les genres musicaux, des prix pour les personnes individuelles dans les domaines techniques et artistiques de l'industrie, ainsi que la reconnaissance pour des approches innovantes dans l'art du vidéoclip, de la publicité et d'autres oeuvres visuelles.
Il existe également des prix pour les vidéos internationales et les individus exceptionnels, votés par les membres du jury des UKMVA. 
Les prix ont lieu à l'automne, avec le processus de candidature qui commence au début du mois d'août. Les UKMVA ont pour origine les principaux membres de l'équipe derrière BUG, le département clip du BFI Southbank, et ont 20 ans d'expérience dans l'organisation d'événements dans l'industrie britannique de la vidéo musicale.

## Cérémonies
| Edition | Date              | Lieu                 | Présentateur  | Video of the Year       | Video of the Year                                   | Video of the Year                  |
| Edition | Date              | Lieu                 | Présentateur  | Vidéo                   | Musicien                                            | Réalisateur                        |
| ------- | ----------------- | -------------------- | ------------- | ----------------------- | --------------------------------------------------- | ---------------------------------- |
| 1st     | 14 October 2008   | Leicester Square     | Adam Buxton   | "Wanderlust"            | Björk                                               | Encyclopedia Pictura               |
| 2nd     | 13 October 2009   | Leicester Square     | Adam Buxton   | "Strawberry Swing"      | Coldplay                                            | Shynola                            |
| 3rd     | 12 October 2010,  | Leicester Square     | Adam Buxton   | "This Too Shall Pass"   | OK Go                                               | James Frost, Synn Labs and OK Go   |
| 4th     | 8 November 2011,  | Leicester Square     | Adam Buxton   | "Simple Math"           | Manchester Orchestra                                | Dan Kwan and Daniel Scheinert      |
| 5th     | 8 November 2012,  | Leicester Square     | Adam Buxton   | "Bad Girls"             | M.I.A.                                              | Romain Gavras                      |
| 6th     | 28 October 2013   | Queen Elizabeth Hall | Adam Buxton   | "Until the Quiet Comes" | Flying Lotus                                        | Kahlil Joseph                      |
| 7th     | 10 November 2014, | Queen Elizabeth Hall | Adam Buxton   | "Turn Down for What"    | DJ Snake and Lil Jon                                | Dan Kwan and Daniel Scheinert      |
| 8th     | 5 November 2015,  | Roundhouse           | Adam Buxton   | "Alright"               | Kendrick Lamar                                      | Colin Tilley and The Little Homies |
| 9th     | 20 October 2016   | Roundhouse           | Adam Buxton   | "Gosh"                  | Jamie xx                                            | Romain Gavras                      |
| 10th    | 26 October 2017   | Roundhouse           | Adam Buxton   | "Wyclef Jean"           | Young Thug                                          | Ryan Staake                        |
| 11th    | 25 October 2018   | Roundhouse           | Adam Buxton   | "This Is America"       | Childish Gambino                                    | Hiro Murai                         |
| 12th    | 23 October 2019   | Roundhouse           | Adam Buxton   | "Vossi Bop"             | Stormzy                                             | Henry Scholfield                   |
| 13th    | 5 November 2020,  | Virtual              | Becca Dudley  | "Rocket Fuel"           | DJ Shadow featuring De La Soul                      | Sam Pilling                        |
| 14th    | 4 November 2021   | Roundhouse           | Maisie Adam   | "Mesmerize"             | Duck Sauce                                          | Keith Schofield                    |
| 15th    | 27 October 2022   | Magazine London      | Spencer Jones | "Cash In Cash Out"      | Pharrell Williams, 21 Savage and Tyler, the Creator | François Rousselet                 |
| 16th    | 26 October 2023   | Magazine London      | Ana Matronic  | "MAMA'S EYES"           | METTE                                               | Camille Summers-Valli              |

## Catégories
À partir de 2021, 38 catégories sont récompensées, réparties en genre vidéo (qui sont divisées en catégories britanniques, internationales et nouvelles venues), vidéo spéciale, artisanat & technique, catégories individuelles et d'entreprise, ainsi que la vidéo de l'année et des catégories spéciales comme l'Icon Award.

### Catégories actuelles
- Video of the Year

#### Video Genre Categories
- Best Pop Video - UK
- Best Pop Video - International
- Best Rock Video - UK
- Best Rock Video - International
- Best Alternative Video - UK
- Best Alternative Video - International
- Best Dance/Electronic Video - UK
- Best Dance/Electronic Video - International
- Best Hip Hop/Grime/Rap Video - UK
- Best Hip Hop/Grime/Rap Video - International
- Best R&B/Soul Video - UK
- Best R&B/Soul Video - International
- Best Pop Video - Newcomer
- Best Rock Video - Newcomer
- Best Alternative Video - Newcomer
- Best Dance/Electronic Video - Newcomer
- Best Hip Hop/Grime/Rap Video - Newcomer
- Best R&B/Soul Video - Newcomer

#### Special Video Categories
- Best Live Video
- Best Performance in a Video
- Best Special Video Project
- Best Music Film

#### Craft and Technical Categories
- Best Production Design in a Video
- Best Styling in a Video
- Best Choreography in a Video
- Best Cinematography in a Video
- Best Color Grading in a Video
- Best Editing in a Video
- Best Visual Effects in a Video
- Best Animation in a Video

#### Individual and Company Categories
- Best Director
- Best New Director
- Best Commissioner
- Best Producer
- Best Production Company
- Best Post-Production Company
- Best Agent